# Niederrheinstraße 327

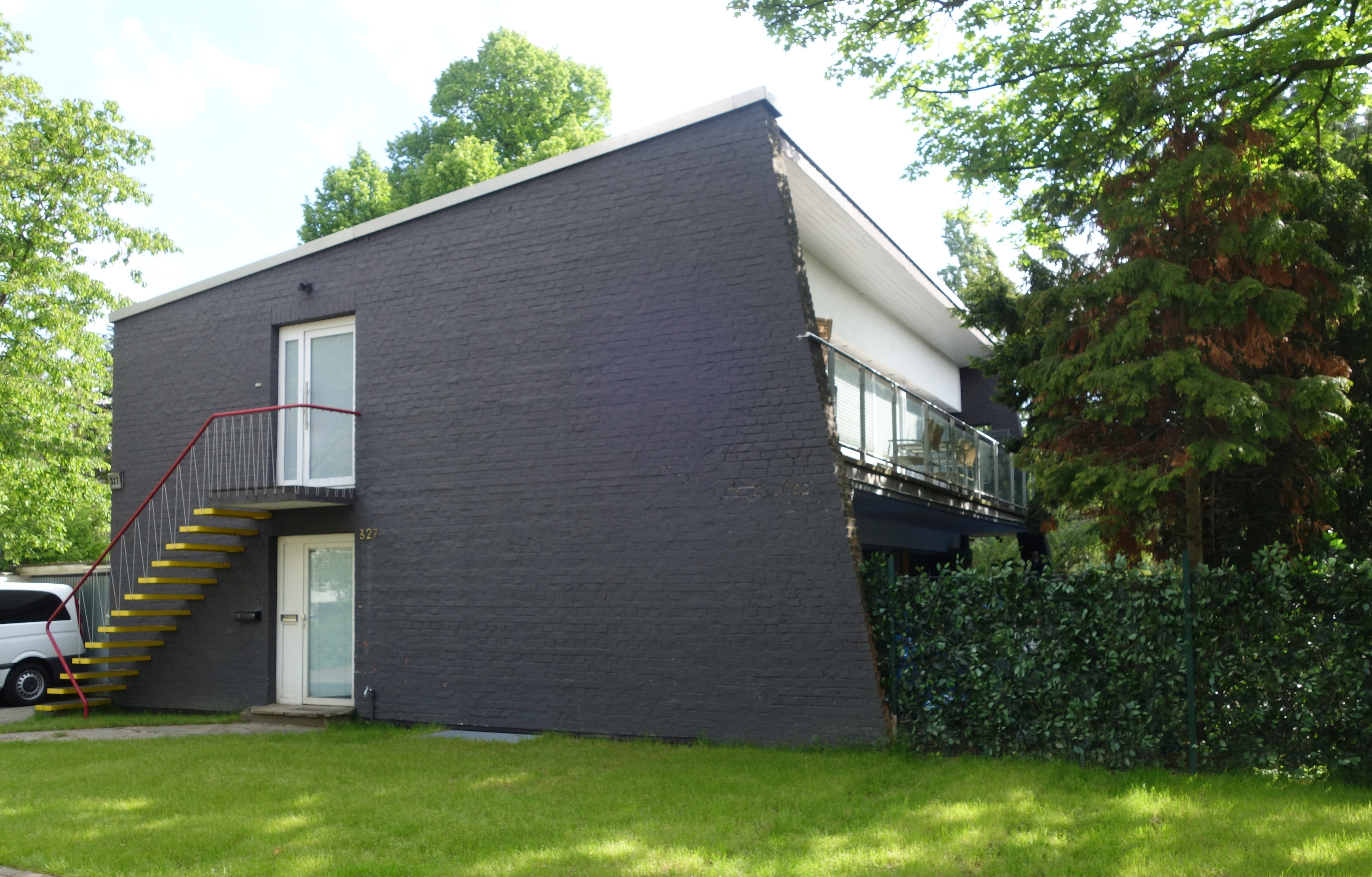
Niederrheinstraße 327 (2019)

Das Wohnhaus Niederrheinstraße 327 in Düsseldorf wurde 1957 nach Plänen von Joachim Neiser erbaut. Der Architekt schuf damit ein Gebäude, das „in seiner Leichtigkeit und Linearität der Formensprache der 1950er Jahre eine zeitlose Aktualität verleiht“.

## Beschreibung
Das Gebäude ist freistehend und zweigeschossig. Sowohl die schiefen Konturen des Hauses als auch die kontrastierende Farbgebung unterscheiden das Haus von der Umgebung – es „zeichnet sich durch die Linienführung des Umrisses und den Kontrast der schwarz gestrichenen Seitenmauern zu der hellen Glasfront aus“. Die Seitenmauern sind teilweise vorgezogen und abgeschrägt; schräg ist auch das Pultdach.